# Sanità militare

Un combat medic della 62ª Brigata medica dell'U.S. Army

Per sanità militare si intende il complesso dell'organizzazione sanitaria delle forze armate di un paese.
Si occupa in particolare della prevenzione, diagnosi e trattamento di malattie, traumi, infortuni e disturbi neuropsichiatrici legati all'esercizio della professione militare. Utilizza i metodi della medicina applicata a particolari aspetti della professione delle armi, sia in tempo di pace che in condizioni di guerra.
È costituita da personale militare, con specializzazione in medicina, in farmacia o in infermieristica. In alcuni paesi sono inquadrati all'interno della singola forza armata, in altri formano un corpo autonomo. Nei corpi di sanità militare in alcuni casi sono inquadrati anche militari con specializzazioni non sanitarie, utilizzati in caso di conflitto come porta feriti.
In Italia il personale medico, farmacista, chimico e veterinario è inquadrato con il grado di ufficiale, quello infermieristico con quello di sottufficiale, in altri paesi vi sono anche sottufficiali medici (USA), e ufficiali infermieri (Canada).

## Storia

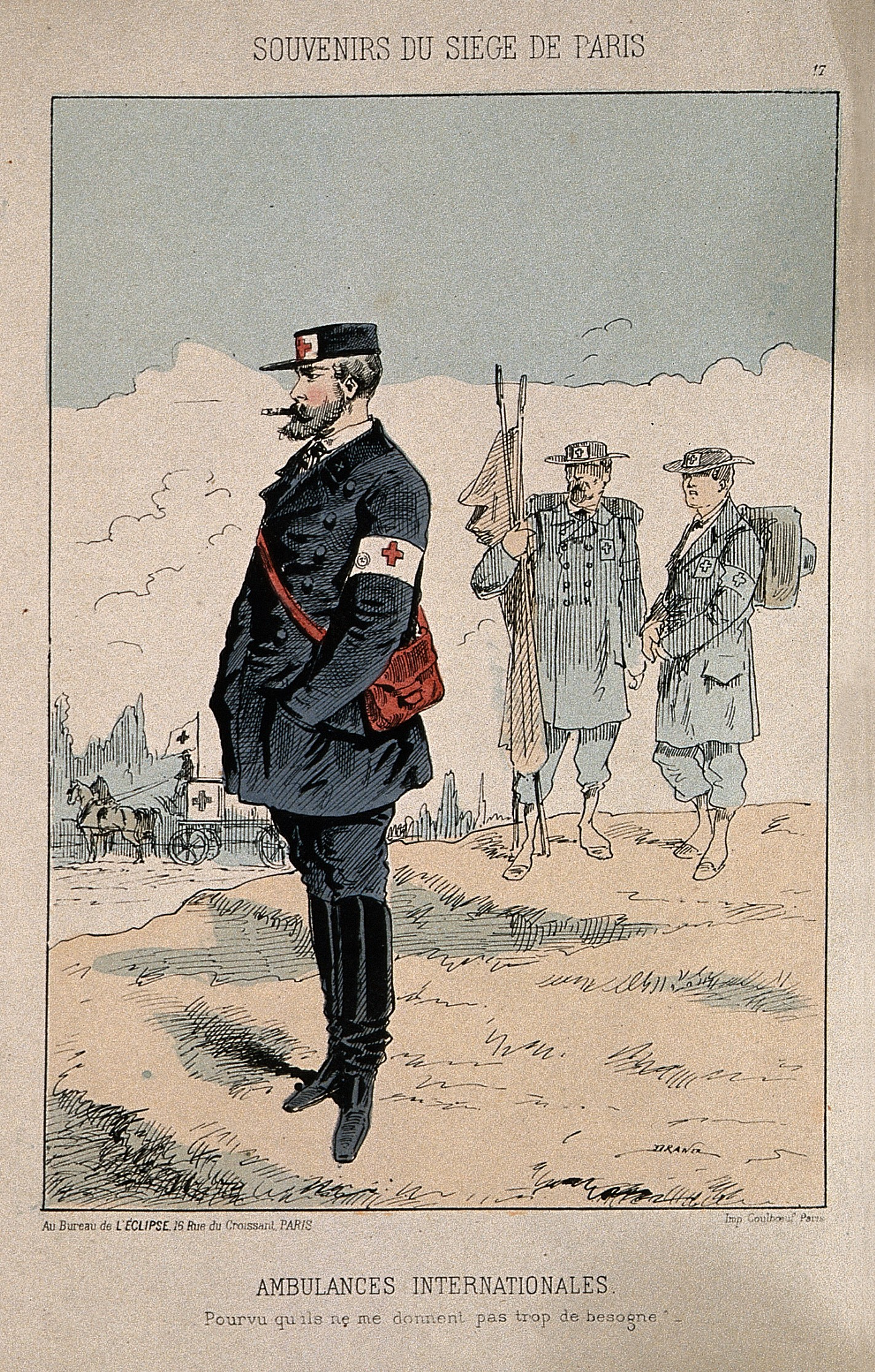
Illustrazione di un ambulanziere durante la guerra franco prussiana del 1870

L'importanza della sanità militare al fianco delle forze di combattimento va ben oltre il trattamento delle lesioni da campo: in ogni grande guerra combattuta fino alla fine del XIX secolo le malattie e le ferite comportavano più vittime tra i soldati che l'azione nemica.
Si stima che durante le guerre napoleoniche (1803-1815), le malattie infettive hanno portato otto volte più morti nei ranghi britannici che in quelli francesi. Infatti il medico militare francese Jean Colombier aveva pubblicato un "Codice medico militare" nel 1772 e nel 1778 in sette volumi "Medicina Militare o trattato sulle malattie interne cui i militari sono esposti in tempo di pace o di guerra", mentre il chirurgo Dominique-Jean Larrey organizzò ambulanze chirurgiche mobili per potere curare i feriti al più presto, già sul campo di battaglia.
L'8 dicembre 1798, non ritenuta più idonea al servizio come nave da guerra, la britannica HMS Victory fu convertita in nave ospedale per curare prigionieri francesi e spagnoli feriti di guerra.
In Italia il primo servizio sanitario fu organizzato in Piemonte nel 1644 grazie anche a Carlo Emanuele II. Qui la cura degli ammalati dei reggimenti vennero suddivise fra chirurgi e medici, operazione terminata il 1666. Il Corpo della sanità militare si costituisce il 4 giugno 1833 quando il re del Regno di Sardegna Carlo Alberto riordinò il preesistente Servizio sanitario militare dell'Armata Sarda. Tuttavia, la denominazione "Corpo di sanità militare" arrivò soltanto nel 1845, quando la struttura si ordinò su un ruolo medici ed un ruolo farmacisti, mentre nel 1848 fu istituita la prima Compagnia infermieri militari.
Durante la guerra civile americana (1860-65) circa il doppio dei soldati morirono di malattia rispetto a quelli uccisi o feriti a morte in combattimento. 
Fu con la guerra di Crimea (1853-1856), che nacque il primo nucleo di sanità militare, quando l'infermiera britannica Florence Nightingale guidò una missione medica nell'ospedale militare di Scutari (Turchia). Mise così in evidenza l'influenza delle condizioni di vita sulla sopravvivenza dei feriti, in particolare la prevenzione delle malattie infettive (tifo, febbre tifoidea, colera e dissenteria). 
Nel 1861 nacque il Corpo sanitario militare marittimo  e nel 1866 si diede vita alla prima nave ospedale italiana: la Washington.

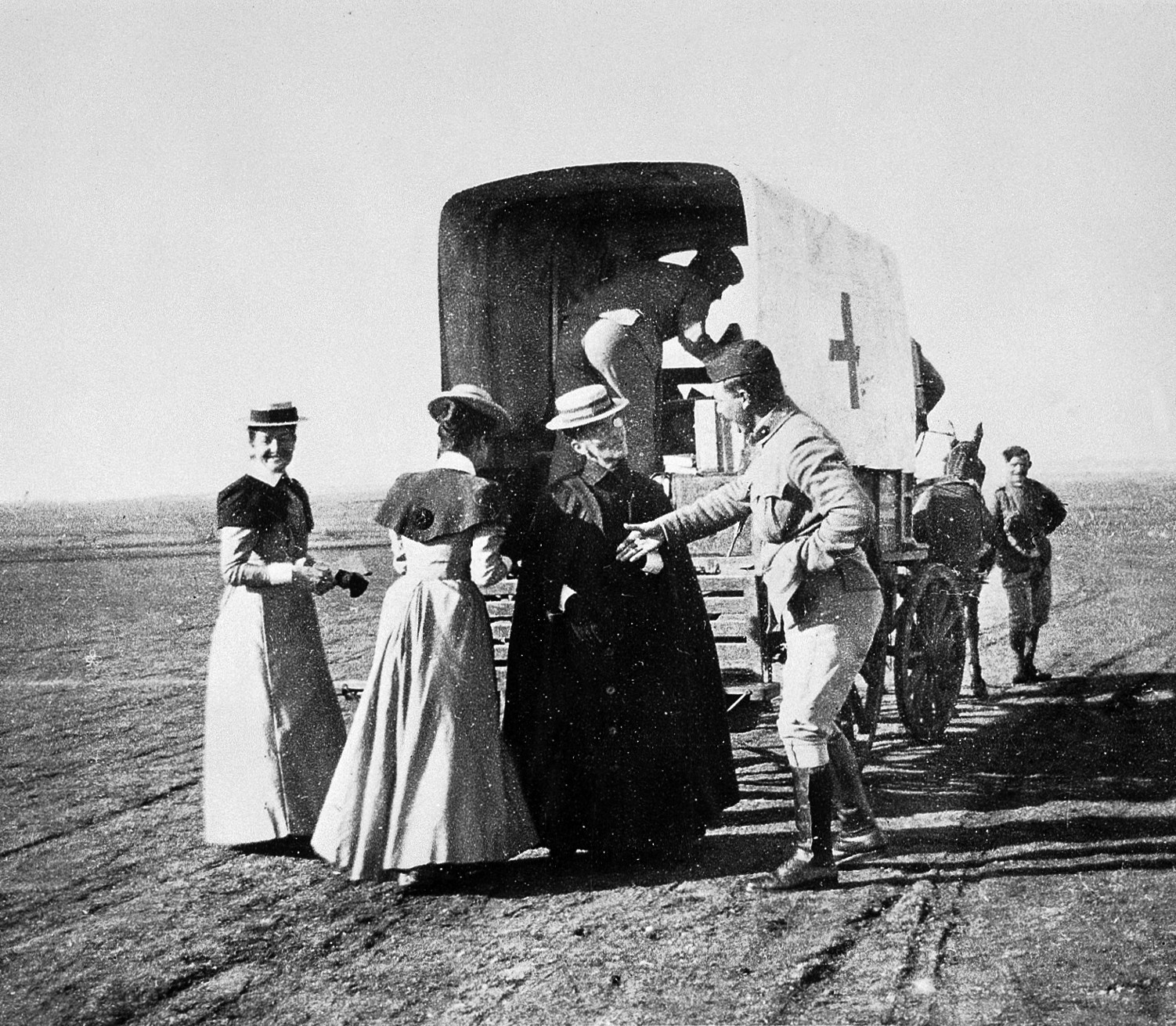
Infermiere volontarie nella guerra boera nel 1900

La Convenzione di Ginevra del 1864 "per il miglioramento delle condizioni dei feriti e dei malati delle forze armate in campagna" ebbe per oggetto il personale sanitario e religioso.
La guerra franco-prussiana (1870-1871) è ritenuta essere stato il primo conflitto in cui le morti per lesioni in combattimento hanno superato quelle per malattia, almeno nell'esercito della coalizione tedesca che ha perso 3,47% del suo organico medio in combattimento e solo il 1,82% per malattie. 

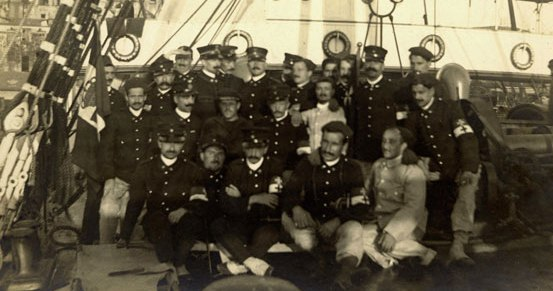
Personale dell'ACISMOM sul ponte della nave ospedale Regina Margherita durante la guerra italo-turca

Venne fondato il 19 gennaio 1877 dall'Associazione dei cavalieri italiani dell'ordine di Malta, il Corpo militare dell'ACISMOM con lo scopo di supporto e sostegno sanitario all'allora Regio Esercito, sia in tempo di guerra che di pace.
Tra la fine dell'Ottocento e i primi del Novecento, in diversi paesi europei nacquero le infermiere volontarie al seguito degli eserciti, che tanta parte avrebbero avuto nei conflitti successivi.
Il Corpo delle infermiere volontarie della Croce Rossa Italiana nacque nel 1908, inquadrando le "dame della Croce rossa", che esistevano già da qualche decennio.
Durante la prima guerra mondiale, Marie Curie fondò un corpo d'ambulanze radiologiche, "Small Curie" per localizzare proiettili e schegge e facilitare così l'operazione chirurgica. Si iniziò inoltre a diventare consapevoli dei disturbi comportamentali di guerra.
L'8 ottobre 1925 venne istituito il Servizio Sanitario Aeronautico italiano.

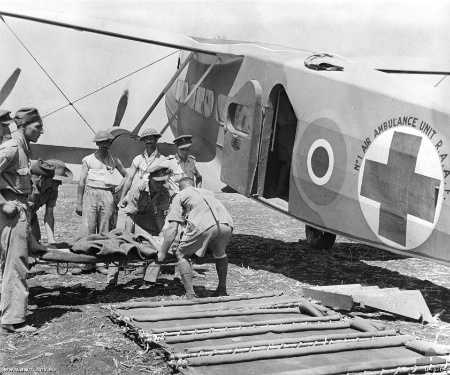
Un'aeroambulanza inglese in Sicilia nel 1943

Nella seconda guerra mondiale le navi ospedale furono utilizzate in maniera massiccia, riconvertendo molte navi passeggeri. Furono affondate dagli alleati molte navi ospedale italiane: Giuseppe Orlando, San Giusto, Città di Trapani, Arno, Po e Virgilio. L'Italia denunciò gli affondamenti alle autorità di Ginevra.
La 2ª convenzione di Ginevra introdusse, il 12 agosto 1949, il bracciale sanitario internazionale obbligatorio per il personale sanitario militare.
Nei nuovi paesi del mondo, come l'Australia, la Nuova Zelanda, e il Canada, i medici militari e chirurghi hanno contribuito in modo significativo allo sviluppo delle cure sanitarie civili.

## Corpi sanitari

### Italia
- Servizio di sanità militare
  - Corpo sanitario dell'Esercito Italiano
  - Corpo sanitario militare marittimo
  - Corpo sanitario aeronautico
  - Servizio sanitario dell'Arma dei Carabinieri
- Corpi ausiliari
  - Corpo militare volontario della Croce Rossa Italiana
  - Corpo delle infermiere volontarie della Croce Rossa Italiana
  - Corpo militare dell'ACISMOM
  - Corpo delle infermiere volontarie dell'ACISMOM

### Gran Bretagna
- Royal Army Medical Corps
  - Queen Alexandra's Royal Army Nursing Corps
- Royal Navy Medical Service
  - Queen Alexandra's Royal Naval Nursing Service
- RAF Medical Services
  - Princess Mary's Royal Air Force Nursing Service

### Francia
- Service de santé des armées

### Germania
- Zentraler Sanitätsdienst della Bundeswehr

### Spagna
- Cuerpo Militar de Sanidad

### Belgio
- Composante médicale Armata belga

### Portogallo
- Direção do Serviço de Saúde
  - Hospitales das Forças Armadas

### Stati Uniti
- U.S. Army Medical Corps
  - U.S. Army Nurse Corps
- U.S. Navy Medical Corps
  - Health Services Marine Corps
  - U.S. Navy Nurse Corps
- U.S. Air Force Medical Service
  - U.S. Air Force Nurse Corps
- United States Public Health Service Commissioned Corps (non combattente)

### Australia
- Royal Australian Army Medical Corps
  - Royal Australian Army Nursing Corps

### Israele
- Logistics, Medical, and the Centers Directorate
  - Israeli Medical Corps

### Sudafrica
- South African Medical Service

### Canada
- Canadian Forces Health Services Group
  - Royal Canadian Medical Service
  - Royal Canadian Dental Corps

## Le figure professionali
- Combat medic
- Infermiere militare
- Farmacista militare
- Ufficiale psicologo
- Ufficiale medico
- Veterinario militare
- Ufficiale odontoiatra